# Psychoterapia rodzin
Psychoterapia rodzin (family psychotherapy, family therapy) – rodzaj psychoterapii systemowej, przeznaczony dla członków nieprawidłowo funkcjonującej rodziny, której podstawowym celem jest wywołanie zmiany w zaburzonej strukturze rodziny i rozwiązanie konfliktów. Szczególnie istotne jest naprawienie relacji na wzór takich, jakie występują w rodzinie funkcjonalnej. Dlatego praca terapeutyczna koncentruje się na szacunku, prawidłowej komunikacji, budowaniu poczucia przywiązania i bliskości, rozumieniu różnic i potrzeb i skutecznym radzeniu sobie w sytuacjach kryzysowych. 
Aby terapia była skuteczna, gotowość do pracy z terapeutą muszą wyrazić wszyscy członkowie rodziny. 
Zalecana jest rodzinom dysfunkcjonalnym, u których zaobserwowano cechy działające destrukcyjnie na członków rodziny, takie jak: 
- występowanie silnych konfliktów i zaprzeczanie konfliktom;
- brak intymności i więzi;
- złość, wzajemne oskarżanie;
- brak możliwości realizacji potrzeb poszczególnych członków rodziny;
- prowadzenie komunikacji w atmosferze konfliktu;
- występowanie kłamstw, tajemnic, zaprzeczanie rzeczywistości.